# Flóamannaalda
Flóamannaalda är en kulle i republiken Island. Den ligger i regionen Suðurland, 130 km öster om huvudstaden Reykjavík. Toppen på Flóamannaalda är 654 meter över havet.
Trakten runt Flóamannaalda är nära nog obefolkad, med mindre än två invånare per kvadratkilometer. Det finns inga samhällen i närheten. Trakten runt Flóamannaalda består i huvudsak av gräsmarker.